# Sergio Markmann
Sergio Markmann Dimitstein (Valparaíso, 10 de noviembre de 1921 - Santiago, 9 de febrero de 2009) fue un ingeniero, empresario y dirigente gremial chileno, presidente de la Asociación de Industriales Metalúrgicos y Metalmecánicos (Asimet) y de la Asociación de Bancos e Instituciones Financieras (Abif) de su país.
Cursó sus estudios secundarios en el Instituto Nacional General José Miguel Carrera de la capital. Posteriormente ingresó a la Universidad de Chile, donde se tituló como ingeniero civil de minas en 1944.
En los inicios de su vida profesional vivió en el extranjero. Luego, ya en su país, se involucraría con distintos sectores productivos.
En 1957 fue nombrado gerente general de la empresa Sindelen. En 1960 fue consejero vicepresidente de la Sociedad de Fomento Fabril (Sofofa), en 1964 director del Banco del Estado de Chile y en 1967-1969 presidente de Asimet.
En 1972 asumió como director del Departamento de Promoción de Inversiones en la Corporación Financiera Internacional-Washington, filial del Banco Mundial, responsabilidad que desempeñó hasta 1974. Ese mismo año volvió para hacerse cargo de la gerencia general del Banco Unido de Fomento.
En 1976 fue nombrado vicepresidente ejecutivo del Banco del Trabajo y en 1982 ocupó la presidencia del Banco de A.Edwards. En este periodo se desempeñó, también, como presidente de Icare (1984), vicepresidente del Banco Osorno y la Unión, y presidente de la Abif tras su incorporación al Banco Sud Americano.
En 1995 ingresó a las filas navales en el Centro de Oficiales de Reserva Naval.